# RPA Fin de Semana
RPA Fin de Semana es un magacín informativo que se emite los sábados y los domingos de 9:00 a 11:00 de la mañana en la Radio del Principado de Asturias (RPA). Concebido, producido y presentado por Víctor García Guerrero y Cristina Natal, el programa consta de un informativo de 35 minutos de duración y una serie de secciones donde se analiza y comenta la actualidad desde el punto de vista de Asturias.
El informativo con el que se abre el programa es la única parte común a las ediciones del sábado y el domingo de RPA Fin de Semana. Tras el informativo del sábado, se conecta con los corresponsales en Vegadeo (Daniel Gayoso), Cangas del Narcea (Eva Rodríguez), Mieres (Marta González y Bárbara Marcos), Ribadesella (Jana Suárez y Elena Ruidíaz) y Llanes (Pablo Villar y Fernando Martínez) para conocer de cerca la realidad de todas las regiones de Asturias. A continuación se recorre uno de los 78 concejos de Asturias de la mano de su cronista oficial o de una persona de reconocida sabiduría sobre el municipio en cuestión. La edición del sábado de este programa también cuenta con secciones dedicadas a las novedades editoriales y cinematográficas, y una agenda de ocio del fin de semana.
El domingo, tras el informativo, RPA Fin de Semana ofrece a sus oyentes un análisis comentado de la actualidad de la semana de la mano de uno de sus colaboradores. Más tarde, el programa entrevista al cocinero de un restaurante significativo del concejo que haya sido comentado el día anterior. La actualidad agropecuaria, del medioambiente y del rock, además de una columna de opinión y una mezcla de música y sonidos que han sido noticia durante la semana son otras secciones fijas de la edición dominical de estre programa.
Además de estos espacios, RPA Fin de Semana ofrece también reportajes y entrevistas de asuntos de actualidad en su tiempo de magacín.
RPA Fin de Semana cuenta con cuatro colaboradores fijos: Joaquín del Río, periodista que comenta la actualidad política de la semana (domingos); Susana Tejedor, periodista que presenta los estrenos cinematográficos de la semana (sábado) y expone la actualidad agropecuaria de la región (domingos); Víctor Guillot, periodista que comenta las novedades editoriales (sábados) y es responsable de una columna de opinión (La Balada del Gallo Cojo, domingos); y Chus Neira, periodista que comenta la actualidad de la música rock (domingos).
RPA Fin de Semana se emite desde el antiguo convento de las Clarisas, en la Universidad Laboral de Gijón, actual sede de la Radio Televisión del Principado de Asturias (RTPA). Puede sintonizarse a través de una de las doce frecuencias con que emite la RPA o en internet en la página web de RTPA.
- Datos: Q6095803